# Sentymentalizm w literaturze polskiej
Sentymentalizm – kierunek umysłowy i literacki w Europie w II poł. XVIII w., ukształtowany w opozycji do klasycyzmu.

## Cechy stylu sentymentalistycznego
1. Nasilenie pierwiastka uczuciowego.
2. Poszerzenie tematyki literatury i wzbogacenie jej o treści społeczne
3. W literaturze podkreślanie indywidualizmu bohaterów
4. Stylowi retoryczno-oratorskiemu przeciwstawienie intymności i czułości
5. Nastroje relegijne, smutek i melancholia
6. Wprowadzenie uczuć litości i empatii
7. Wprowadzenie folkloru
8. Naśladowanie natury, ale nie ucywilizowanej, lecz prostej, a nawet dzikiej

### Ideał osobowy –sensible
Ideałem bohatera dla sentymentalistów był człowiek czuły (fr. sensible). Oprócz przesady w wyrażaniu uczuć i afektacji, odznaczał się zamiłowaniem do wsi i przyrody, do której uciekał ze stolicy, z gwaru intryg i zabaw, w poszukiwaniu tkliwych wzruszeń. We własnym ośrodku wiejskim wprowadzał zwyczaje ludzi prostych, niezepsutych przez cywilizację, najczęściej pasterzy i rolników.

## Europejskie źródła polskiego sentymentalizmu

### Filozofia
Na powstanie nurtu sentymentalistycznego wpływ miała filozofia Jeana-Jacques’a Rousseau. Jej główne założenia – człowiek jest z natury istotą dobrą, miłującą ład i sprawiedliwość oraz nawoływanie do powrotu do stanu natury, a także utwory literackie samego Roussa (Nowa Heloiza, 1761 – pierwsze wielkie dzieło liryczne oraz Wyznania z lat 1781–1788, w których autor podkreśla indywidualizm) stały się podstawą filozoficzną nowego stylu w sztuce i kulturze XVIII-wiecznej Europy. Często eksponowany przez francuskiego myśliciela motyw powrotu do natury, pisarze i poeci zinterpretują jako powrót na wieś (np. Franciszek Karpiński w wierszu pod wymownym tytułem Powrót z Warszawy na wieś), a ich mottem przewodnim stanie fragment z Wyznań: Jeśli ktoś wzdycha do sławy, niech szuka czytelników w Paryżu, jeśli komuś zależy na użyteczności, niech posyła swe książki na prowincję.

### Literatura
Wraz z powstaniem sentymentalizmu pojawiła się nowa forma artystycznej wypowiedzi – powieść, która nie mieściła się w żadnej poetyce klasycystycznej. We Francji pisał Pierre de Marivaux, w Anglii zaczytywano się romansami Samuela Richardsona (Pamela, Klaryssa), ale największy wpływ na rozwój oraz współczesną postać powieści miały: Podróż sentymentalna Laurence’a Sterne’a (1768, od której tytułu zaczerpnięto nazwę dla nowego kierunku) oraz Cierpienia młodego Wertera Johanna Wolfganga von Goethe.
Prócz powieści powstała również drama mieszczańska (Diderot, Lessing, Schiller), która w Polsce stanie się sztandarowym gatunkiem sentymentalizmu. W II poł. XVIII w. odrodziła się sielanka, a jeden z jej twórców, łączący w swoich utworach opis alpejskich chłopów, łzy i moralizatorstwo, Szwajcar Salomon Gessner wkrótce zyskał w Polsce ogromną popularność.
Istotne znaczenie miały również oddziaływania literatury angielskiej. Oprócz powieści Sterne’a, kamieniem milowym polskiego sentymentalizmu były Pieśni Osjana Jamesa Macphersona, jedno z największych oszustw w historii literatury (Macpherson twierdził, że są to znalezione stare legendy celtyckie, w rzeczywistości utwory zostały wymyślone i napisane przez niego). W Puławach obowiązywał nawet swoisty kult Osjana. Na kształcie nowej liryki zaważyła poezja grobów Edwarda Younga (Noce), będąca mistrzowskim połączeniem filozoficznej zadumy, pesymizmu i wszechpanującego uczucia melancholii i smutku. Była to poezja rozpaczy i niechęci do świata, która – szczególnie na początku XIX w. – znajdzie naśladowców w literaturze polskiej.

## Polski sentymentalizm

### Rys historycznoliteracki
Od lat 80. XVIII w. można mówić o zmianie dotychczasowej dominanty w literaturze i kulturze polskiej. Klasycyzm, który rozkwitał w Rzeczypospolitej od roku wstąpienia Stanisława Augusta na tron i od ponad 20 lat stanowił jedyny wzorzec w sztuce i literaturze, od ostatniego dwudziestolecia XVIII w. zaczyna wygasać i zostaje powoli wypierany przez sentymentalizm i rokoko.
Pierwsze zmiany zaczęto dostrzegać w teatrze. Pokolenie, które należało do inicjatorów dydaktycznego klasycyzmu powoli umierało lub wycofywało się z działalności publicznej. W 1779 r. jeden z głównych przedstawicieli tej generacji Franciszek Bohomolec napisał swoją ostatnią sztukę. Data ta postrzegana jest nie tylko jako pożegnanie z teatrem wielkiego klasycysty, ale i symboliczne odejście najbardziej konserwatywnego pokolenia dogmatyków tego stylu. Już rok później na deskach teatru warszawskiego została wystawiona pierwsza polska komedia rokokowa – Fircyk w zalotach Franciszka Zabłockiego.
W ciągu następnych trzech lat powstały również rozprawy teoretyczne poświęcone nowym stylom literacko-kulturowym, które następnie zostały uznane za manifesty – sentymentalizmu (O wymowie w prozie albo wierszu Franciszka Karpińskiego, 1782) oraz rokoka (Listy o guście, czyli smaku Józefa Szymanowskiego, 1779). Wprawdzie w 1788 r. Franciszek Ksawery Dmochowski napisał Sztukę rymotwórczą, zwaną przez wielu manifestem klasycyzmu, ale biorąc pod uwagę, że powstała ona ok. 30 lat po pojawieniu się tego stylu w Polsce, rozsądniej będzie nazwać wierszowaną rozprawę Dmochowskiego kodyfikacją.
Założenie w 1783 r. przez księżną Izabelę z Flemmingów Czartoryską konkurencyjnego ośrodka w Puławach było ostatecznym dowodem na powolny regres myśli klasycystycznej na rzecz sentymentalizmu.

### Puławy
Na początku lat 80. XVIII w. wybuchł ostry konflikt między królem Stanisławem Augustem a dotychczas sprzymierzonym z dworem Adamem Kazimierzem Czartoryskim. Spór, nazwany przez historyków aferą Dogumowej, wywołany tak naprawdę przez nieprzyjaznych królowi przedstawicieli państw ościennych, miał skłócić bliskich do tej pory politycznych współpracowników. Na dworze zainicjowano intrygę, której skutkiem było dotarcie do króla wiadomości, że Czartoryski planuje go otruć, zaś wśród współpracowników księcia Adama Kazimierza rozpowszechniono informację, że będzie dokładnie na odwrót. Efektem złośliwych plotek była wielka kłótnia między dotychczasowymi sojusznikami, którzy, także podjudzani przez swoich bliskich, oskarżali się o zamiar wymordowania się nawzajem. W 1783 r. rodzina Czartoryskich wyjechała z Warszawy i założyła nowy ośrodek życia towarzysko-literackiego w Puławach.
Inicjatorką życia puławskiego była Izabela Czartoryska, a cały ośrodek stał w stanowczej opozycji wobec dworskiego klasycyzmu. Hołdowanego tam Homera, zastąpiono Osjanem, bohaterem legend Macphersona. Atmosfera tajemnicy i czułości, którą nasączone są Pieśni...  została bardzo skutecznie przeniesiona do Puław, których wizytówką były angielskie ogrody (roussowski motyw triumfu natury nad człowiekiem), wyraźny wpływ lektury Ogrodów Delille’a.
To właśnie w Puławach zanegowano stanisławowskie zapatrzenie we francuską obyczajowość i wielbione przez klasycystów wzorce antyczne. Czartoryscy zwrócili się ku polskiej przeszłości, a w ich postrzeganiu historii nie obcy stał się sentyment do wieków minionych. Natężenie akcentów rodzimych i patriotycznych, a także afirmacja czynu zbrojnego (w czasie Sejmu Czteroletniego) zaczęły przepełniać utwory nadwornego poety Puław – Dionizego Kniaźnina. Na jego operach muzycznych (Trzy gody, Cyganie) oparł się puławski teatr.
Drugim ośrodkiem sentymentalizmu były Szczorse rodziny Chreptowiczów. Był to jednak ośrodek lokalny, znacznie mniejszy od centrum Czartoryskich. Został niemal zupełnie zapomniany, także dlatego, że większość utworów jego poetki Teofili Glińskiej mocno ustępuje lirykom Kniaźnina.

### Główni przedstawiciele

#### Franciszek Karpiński
Wszystko jest tu narodowe, polskie: krajobraz, naszczekiwanie psów stanowiące muzykę wieczoru w każdej wsi, ten bór zamykający widnokrąg, wszystkie szczegóły, i te maliny, i ta plecianka, wszystko to wzięte z powszedniego życia w Polsce
Tak o Laurze i Filonie pisał zachwycony Mickiewicz. Karpiński wyrósł właśnie na takiej prowincji, zresztą jako jedyny z wielkich poetów doby oświecenia pojawił się w Warszawie jako dojrzały pisarz. Zadebiutował w 1780 r. cyklem sielanek pt. Zabawki wierszem i przykłady obyczajów, z którego pochodzi wspomniana Laura i Filon. 39-letni wówczas poeta został okrzyczany reformatorem sielanki – nadał im charakter pieśniowy, muzyczny, a świat w utworach rządzony był prawami czułego serca.
Największą część w bogatej twórczości Karpińskiego zajmują liryki miłosne, w większości adresowane do Justyny (nazywany jest śpiewakiem Justyny). W utworach tych można dostrzec wszystkie cechy sentymentalizmu – indywidualizację podmiotu lirycznego, zaangażowanie emocjonalne, folklor. W 1782 r. poeta napisał O wymowie w prozie albo wierszu, uznany za manifest nowego stylu. Podawał w nim trzy źródła poezji sentymentalnej – pojęcie rzeczy (indywidualizm i empiryzm), serce czułe (głos serca i natury, współczucie) oraz piękne wzory (odrzuca mitologię i francuskich klasyków).
Istotne dla sentymentalizmu są również jego poezje religijne (Pieśni nabożne, 1792). Pisane dla ludu, stanowią pochwałę norm religijnych jako podstawy funkcjonowania organizmu społecznego. Wiele utworów z Pieśni nabożnych jest dzisiaj popularnymi kolędami.

#### Franciszek Dionizy Kniaźnin
Nosił się po sarmacku, wystylizowany na wąsatego sielanina, z długimi włosami. – tak opisywali Kniaźnina współcześni. Podobnie jak Karpiński urodził się na prowincji (dalekie kresy wschodnie).
Na początku lat 80. XVIII w. zrezygnował z do tej pory przeważających w jego twórczości staropolskich anakreontyków (Do wąsów) na rzecz sentymentalnej tkliwej prostoty. Wiersze przesycone głębokim żalem i rezygnacją (Żale Orfeusza nad Eurydyką), katastrofizmem i poczuciem klęski dominowały od czasu pojawienia się Kniaźnina w Puławach, szczególnie po II rozbiorze Polski (Do obywatela).
Od 1796 r. do śmierci (1807) przebywał w obłąkaniu. Według niektórych z powodu przejęcia patriotycznego, inne teorie mówią zaś o nieszczęśliwej miłości do Marii z Czartoryskich Wirtemberskiej.

### Sentymentalizm a preromantyzm
Lata 1795-1822, do dzisiaj dogłębnie nie zbadane przez historyków literatury, nazywane są często preromantyzmem, okresem mającym zapowiadać zapoczątkowaną w 1822 Balladami i romansami Mickiewicza nową epokę. Wśród badaczy istnieją dwa różne poglądy na temat preromantyzmu, jedni z nich twierdzą, że takiego okresu w ogóle nie było, a antycypacją romantyzmu jest właśnie sentymentalizm. Autorem takiej tezy był Ignacy Chrzanowski.
Antynomiczny pogląd przedstawił Julian Krzyżanowski, twierdząc, że sentymentalizm odznaczał się tkliwością, przesadną, łzawą afektacją, bliską rokoku, zaś preromantyzm, który datował na lata 1800–1830, wyrażał prawdziwe uczucia, a nie, jak to nazywał, sztuczną zabawę maskową.